# ماري-لويز باركر
ماري-لويز باركر (بالإنجليزية: Mary-Louise Parker)‏ ممثلة أمريكية من مواليد 2 أغسطس 1964.

## وصلات خارجية
- ماري-لويز باركر على موقع IMDb (الإنجليزية)
- ماري-لويز باركر على موقع ميتاكريتيك (الإنجليزية)
- ماري-لويز باركر على موقع الموسوعة البريطانية (الإنجليزية)
- ماري-لويز باركر على موقع روتن توميتوز (الإنجليزية)
- ماري-لويز باركر على موقع قاعدة بيانات الأفلام العربية
- ماري-لويز باركر على موقع ألو سيني (الفرنسية)
- ماري-لويز باركر على موقع ميوزك برينز (الإنجليزية)
- ماري-لويز باركر على موقع تيرنر كلاسيك موفيز (الإنجليزية)
- ماري-لويز باركر على موقع أول موفي (الإنجليزية)
- ماري-لويز باركر على موقع قاعدة بيانات برودواي على الإنترنت (الإنجليزية)
- Mary Louise Parker at Emmys.com